# Familia Hoyos

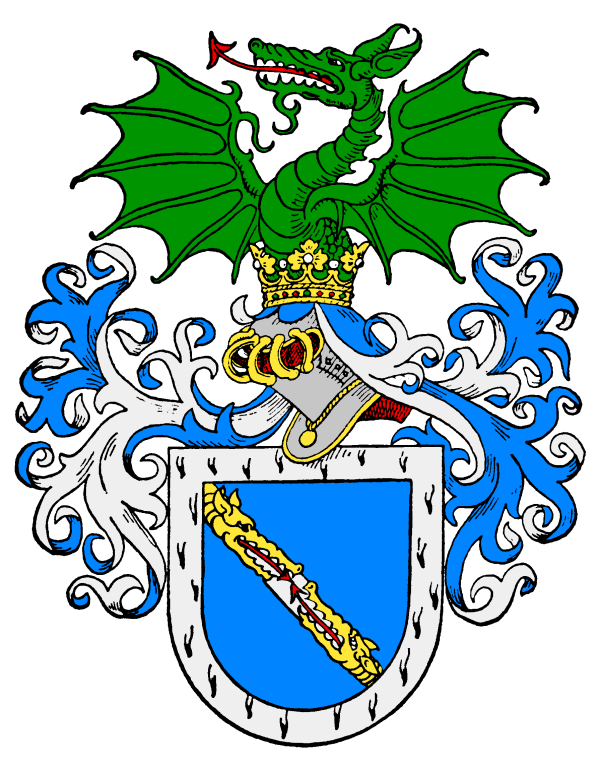
Escudo de armas de la familia Hoyos.

La casa de Hoyos es una familia noble española y austríaca. Deriva su nombre de El Hoyo de Pinares en Ávila, Castilla y  León, y puede trazarse su origen al siglo IX.
Juan de Hoyos y su familia acompañaron al posterior emperador Fernando I del Sacro Imperio Romano Germánico en la Baja Austria en 1525, fundando la rama austríaca de la familia. Esta rama ganó prominencia en Austria y Hungría como magnates húngaros a lo largo de los siglos.
La línea más antigua fue elevada a condes imperiales en 1628, y se extinguió en 1718. Una línea menor fue elevada a condes imperiales en 1674.

## Miembros notables
- Conde Alejandro de Hoyos (1876-1937), diplomático austrohúngaro.
- Margarita, condesa de Hoyos (1871-1945), hermana de Alejandro; se casó con el príncipe Herbert von Bismarck (1849-1904) y se convirtió en princesa de Bismarck.
- Melanie, condesa de (1916-1949), hija de Alejandro; se casó con su primo el conde Gottfried von Bismarck-Schönhausen (1901-1949) y se convirtió en condesa von Bismarck-Schönhausen
- María Antonieta, condesa de Hoyos (1920-2004), casada con el príncipe Guillermo Víctor de Prusia (1919-1989), hijo del príncipe Adalberto de Prusia.
- Ladislas de Hoyos, conde de Hoyos (1939-2011), periodista de TV francés.
- Douglas Hoyos-Trauttmansdorff (1990), político austríaco.